# Jacob Levy Moreno
Jacob Levy Moreno va ser un psicòleg i sociòleg nascut a Romania. Va residir a Viena, ciutat en la qual va exercir la psiquiatria, fins que el 1925 va viatjar vers els Estats Units d'Amèrica. Va ser l'inventor de la sociometria (o test sociomètric) i del psicodrama, tècniques en les quals va aprofitar l'experiència acumulada com a responsable d'un camp de refugiats durant la Primera Guerra Mundial.

## Obres
- Qui sobreviurà?.
- Psicoteràpia de grup i psicodrama.